# Bruce Welch

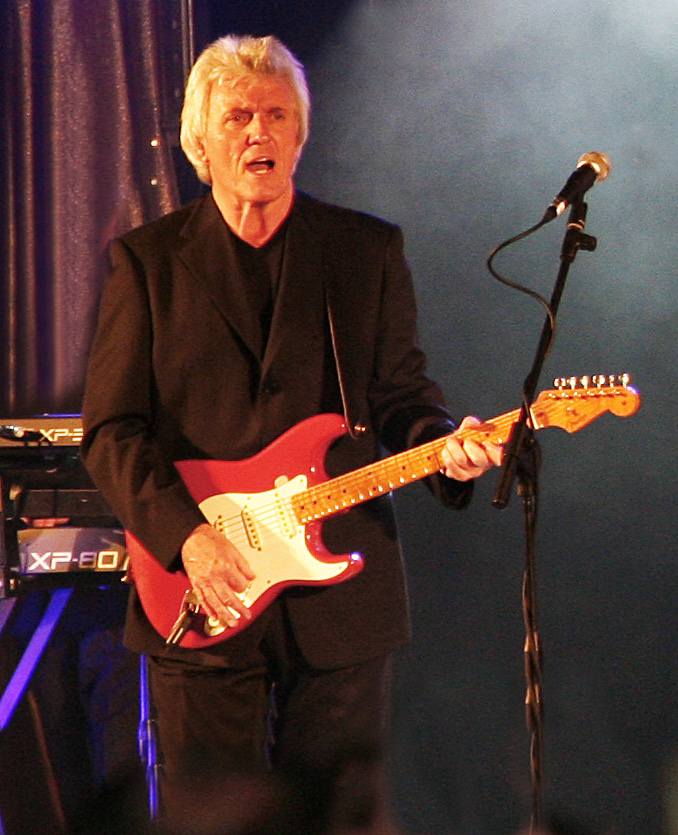
Bruce Welch

Bruce Welch, geboren als Bruce Cripps (Bognor Regis (Sussex), 2 november 1941), is een Engelse gitarist, componist en producer. Als slaggitarist van The Shadows bepaalde hij, samen met Hank B. Marvin, hun unieke sound. Hij was reeds miljonair (in Engelse ponden) toen hij 24 was.
Hij was een buitenechtelijk kind dat zijn vader nauwelijks heeft gekend. Zijn moeder overleed aan tuberculose toen hij vijf was. Bruce werd opgevoed door een tante in Chester-le-Street en Newcastle upon Tyne. Zijn artiestennaam Welch is de familienaam van zijn moeder.
Samen met zijn schoolvriend Hank B. Marvin trok hij, op 16-jarige leeftijd, vanuit Newcastle naar Londen om het daar te gaan maken in de muziekbusiness. Ze gingen naar de Two I's Coffee Bar, toentertijd het mekka van de Londense muziekscene, om deel te nemen aan een wedstrijd waarin ze als derde eindigden. Nadat ze besloten hadden nog een nacht in de stad te blijven, ontmoetten ze de volgende dag de manager van Cliff Richard, die hun vroeg om hem muzikaal te begeleiden.
Naast de componist van een aantal "Cliff Richard and The Shadows"-hits is Welch ook de ontdekker van Olivia Newton-John, tijdens een tournee door Australië. Hij werd haar producer en schreef voor haar Please Mr. Please, dat in de Verenigde Staten op nummer één kwam. Voor dat nummer schreef hij ook het arrangement en hij componeerde voor haar Banks of the Ohio, dat een hit werd. Hij was lid van de groep Marvin, Welch & Farrar.
Midden jaren zeventig was hij verantwoordelijk voor de productie van Cliff Richards elpee I'm Nearly Famous en enkele van zijn grootste hits, zoals We Don't Talk Anymore, Devil Woman en Miss You Nights.
- Biblioteca Nacional de España: XX4579543
- Bibliothèque nationale de France: cb14839027x (data)
- Gemeinsame Normdatei: 1157951627
- International Standard Name Identifier: 0000 0001 1655 8162
- Library of Congress Control Number: nr91021544
- MusicBrainz: 12bf9214-d021-4f15-9ca0-8e9876df09e0
- Nationale Bibliotheek van Tsjechië: xx0205574
- Nederlandse Thesaurus van Auteursnamen: 071097082
- Système universitaire de documentation: 225790165
- Virtual International Authority File: 74145971495232331885